# Gnaeus Cornelius Lentulus Marcellinus
Gnaeus Cornelius Lentulus Marcellinus was een Romeins politicus en consul in 56 v.Chr.
Gnaeus Cornelius Lentulus Marcellinus behoorde tot de tak van de Lentuli van de gens Cornelia. In 75 of 74 v.Chr. was Marcellinus – waarschijnlijk in Hispania – muntmeester en quaestor.
Marcellinus was een vriend van Marcus Tullius Cicero en was getuige tegen Gaius Cornelius Verres in diens proces (70/69 v.Chr.). Als vriend van Cicero haalde hij zich de vijandschap van de beruchte Publius Clodius Pulcher op de hals.
In 60 v.Chr. werd hij tot praetor verkozen en was daarop in 59 en 58 v.Chr. propraetor (mogelijk proconsul) in Syria.
In 56 v.Chr. werd hij samen met Lucius Marcius Philippus tot consul verkozen. Hij steunde als consul (en al voor hij zijn ambt opnam) de optimates in hun houding tegen Clodius en het zogenaamde Eerste Triumviraat. Hij weigerde het voorstel te steunen om Ptolemaeus XII Neos Dionysos van een leger te voorzien om de troon van Egypte te heroveren. Hij verzette zich ook tegen de kandidaturen van Pompeius en Crassus (beiden leden van het Eerste Triumviraat) voor het consulaat van 55 v.Chr.
Hij was niet zonder welsprekendheid.